# Avilly-Saint-Léonard
 Avilly-Saint-Léonard  là một xã thuộc tỉnh Oise trong vùng Hauts-de-France phía bắc Pháp. Xã này nằm ở khu vực có độ cao trung bình 50 mét trên mực nước biển.